# Punta Gianni Vert
Punta Gianni Vert (pron. [vɛʁ]) o Punta Jean Vert (pron. fr. AFI: [ʒɑ̃ vɛʁ]) è un rilievo alto 3.150 m s.l.m. e situato sul confine tra i comuni di Cogne e Saint-Marcel in Valle d'Aosta.

## Toponimo
L'origine del toponimo è oscura, in quanto non esiste alcuna memoria storica di un Gianni Vert o Jean Vert nei comuni confinanti o nella storia della Valle d'Aosta. Potrebbe fare riferimento al colore verde (vert in lingua francese), in quanto la litologia del luogo è caratterizzata da calcari con pietre verdi, che mostrano spesso affioramenti di questo colore di serpentiniti e anfiboliti.

## Accesso alla vetta
La punta e facilmente raggiungibile percorrendo il crinale a partire dal Colle di Saint-Marcel.